# Impatiens mohana
Impatiens mohana är en balsaminväxtart som beskrevs av Ratheesh, Sujana och Anil Kumar. Impatiens mohana ingår i släktet balsaminer, och familjen balsaminväxter. Inga underarter finns listade i Catalogue of Life.